# Klaus Netzle
Klaus Netzle (* 26. April 1926 in München; † 16. April 2019 in München) war ein deutscher Komponist, Musiker und bildender Künstler. Seine musikalischen Produktionen veröffentlichte er auch unter den Pseudonymen Claude Larson, Carlos Futura, VC People und Gyan Nishabda.

## Anfänge
Während Netzle an der Musikhochschule München Kompositionslehre und Gesang studierte (Abschluss 1951), gründete er die folkloristische Theatergruppe „Die Altbayrische Spielgruppe“, mit der er durch bayerische Kleinstädte tourte. Nachdem das Kulturreferat der Stadt München auf die Gruppe aufmerksam wurde, engagierte es diese für repräsentative Anlässe und Kongresse. Daraus entwickelte sich das vierköpfige Ensemble „Die Isarspatzen“. 1947 entdeckte sie der Bayerische Rundfunk und engagierte sie für „Bunte Abende“.
Rund 20 Jahre veröffentlichte die Gruppe diverse Alben und trat in Film, Radioserien und in deutschen Fernsehsendern auf. Bekannt sind die Reihen „Die Weißblaue Drehorgel“, „Brummel-Gschichten“, „Isarspatzen-Schlagerschau“ oder der „Frankfurter Wecker“ (mit Hans-Joachim Kulenkampff). Klaus Netzle mischte als einer der ersten bayerische Folklore mit modernen rhythmischen Arrangements, was später in der Popmusik gebräuchlich wurde.

## Musikexpeditionen

### „The Outsider“ (1962–1969)
1955 gründete Klaus Netzle den Musikverlag Edition Komet und war danach als Produzent tätig. Zudem gründete er einen Studiochor für Background-Aufnahmen in der Münchner Musikszene und begann in Zusammenarbeit mit dem Bayerischen Fernsehen mit der Produktion von musikalischen Serien. Ab 1962 komponierte er die Musik zu eigenen Fernseh-Serien wie „Outsider“ für die ARD. Die 13-teilige Serie wurde nur an Außen-Drehorten gefilmt. Während es damals noch üblich war, Unterhaltungssendungen nur im Studio aufzunehmen, betrat er mit diesem Konzept Neuland. So produzierte Klaus Netzle z. B. zwei der Beiträge auf Kreuzfahrtschiffen und stillte damit auch seine Reiselust.

### „Musik-Expedition“ (1969–1970)
Um seine nächste Idee „Musik-Expedition“ dem Bayerischen Rundfunk zu verkaufen, war ein Prototyp notwendig, den er auf eigenes Risiko in Istanbul drehte. Mit seinem Freund Frank Forster reiste er mit Kamera und Tonequipment hin, kontaktierte einheimische Künstler und drehte an ausgefallenen Orten. Die Folge war erfolgreich, worauf weitere Musikfilme in Kenia, Ghana, Kongo und Südafrika entstanden.

### Südafrika
1970 erhielt Netzle von einer Werbefirma aus Kapstadt das Angebot, den Aufbau und die Leitung eines Tonstudios zu übernehmen. Darauf siedelte er nach Südafrika über. Auf der Suche nach Musikern stieß er auf enorme Talente. Er legte sich ein englisch klingendes Pseudonym „Claude Larson“ zu und nannte den selbst zusammengestellten Studio-Chor „The Claude Larson Singers“. Der Rundfunk SABC wurde auf sie aufmerksam, es folgten mehrere Sendungen, Tourneen sowie ein Dutzend Studioproduktionen bei Gallo-Records. 1976 wurden die „Claude Larson Singers“ mit dem „Sari-Award“ als beste Gesangsgruppe Südafrikas ausgezeichnet. Für den Erfolg gab es zwei Gründe: Wie schon bei den „Isarspatzen“ verknüpfte Klaus Netzle Volksmusik (in diesem Fall der Buren) mit modernen Arrangements und galt schon bald als Erneuerer der einheimischen Folklore. Zum anderen spürte er stets moderne Trends – in diesem Fall experimentelle elektronische Musik nach dem Vorbild Karlheinz Stockhausens – auf und baute sie wie schon bei seinen Filmmusik-Kompositionen natürlich mit ein. Beispielsweise erwarb er 1972 den ersten kommerziellen Synthesizer „ARP 2600“ und experimentierte mit Oszillatoren und Effektgeräten, um seinen Musik-Arrangements besondere Klangfarben hinzuzufügen. Die Musik zu einem Dokumentarfilm über südafrikanische Landschaften „A world in one country“ wurde bei den internationalen Filmfestspielen in Cannes mit der Goldmedaille für die beste Touristik-Filmmusik ausgezeichnet.

### Elmulab
1976 setzte das Interesse für elektronische Musik vollends ein. Netzle war fasziniert von der Möglichkeit, elektronische Abläufe in mehreren Spuren zu automatisieren und mit Synthesizern komplette Orchesterklänge zu produzieren. In Osaka erwarb er einen der ersten sechs Prototypen des MC8 Microcomposers von Roland sowie des damals modernsten Synthesizers Roland System 700. Zurück in München bildeten diese Geräte die Basis für sein eigenes Studio für elektronische Musik, kurz elmulab („Elektronisches Musik Labor“) genannt. Mit „Environment“ entstand Netzles erstes rein synthetisch hergestelltes Album. Es folgten Reisen nach Australien, USA und Japan, wo er sich auf diesem Gebiet weiterentwickelte und auch Hersteller von elektronischen Musikinstrumenten wie Bob Moog und Roger Linn kennenlernte. Weiteres technisches Equipment wie Mehrspur-Tonbandgeräte, Compressoren, Hall-Geräte und ein Drumcomputer komplettierten elmulab.

### Fairlight
Mit dem Erfolg seiner ersten Produktion und technisch gut ausgerüstet, begann nun eine Dekade an der Front der elektronischen Musikentwicklung. Er erwarb den zweiten Prototyp des Fairlight CMI, einem in Australien entwickelten und produzierten Musikcomputer, mit dem man mit einem Lichtgriffel auf dem Monitor Klänge entwickeln und natürliche Klänge sammeln kann. Der Erfinder des Geräts, Peter Vogel, überbrachte es ihm persönlich in München und fuhr mit ihm nach Linz zur ersten dort stattfindenden „Ars Electronica“. Dort wurde der Fairlight bei einem Wettbewerb als bestes zukunftsorientiertes Musikinstrument ausgezeichnet.
1979 übernahm Netzle den Vertrieb von Fairlight für Europa (außer Großbritannien), später für den deutschsprachigen Raum. Fortan importierte er für andere interessierte Komponisten den Fairlight und hielt Vorträge und Workshops zu elektronischer Musik (darunter „Ars Electronica“ 1980 in Linz und 13. Tonmeistertagung in München 1984).
1983 erfuhr der Dirigent Herbert von Karajan von den Möglichkeiten des Fairlight, Original-Glocken (statt Piano- und Röhrenglocken) für seine Salzburger „Parzival“-Inszenierung zu sampeln. Klaus Netzle programmierte darauf während zwei aufeinanderfolgender Jahre bei den Osterfestspielen die elektronischen Glocken.
In Netzles elmulab Studio entstand nun eine Reihe von Alben mit Landschafts- und Meditationsmusik. Zu den ursprünglich in dieser Musikrichtung verwendeten schwebenden elektronischen Klangteppichen kamen später repetitive Klangmuster im Stil der Minimal Music, die durch die Verwendung von Sequenzen möglich wurden. Mitte der 1980er Jahre folgen weitere Investitionen in technisches Equipment (u. a. Synclavier) und es entstanden große Orchesterarrangements, z. T. auch mit Musikern aus der Big-Band-Szene, wie Georges Delagaye und Delle Haensch. Im Jahr 1989 steuerte er die Musik zu Herbert W. Frankes Multimedia-Performance „Hommage an Eadweard Muybridge“ bei.
Nach dieser Epoche – wieder durch die technische Entwicklung beeinflusst – entstand eine weitere Serie von Alben. Mit „World Music“ kehrte Klaus Netzle zu seinem ursprünglichen Interesse an fremden Musikkulturen zurück. Mit neuen digitalen Aufnahmegeräten erweiterte Klaus Netzle sein Soundarchiv und bereiste Spanien, Marokko, Indonesien, Thailand, Südafrika und den Balkan. Gleichzeitig begann er mit der Produktion der „Affair“-Serie.
Klaus Netzles elektronische Musikproduktionen gehören in das für Vertonung von TV- und Filmproduktionen spezialisierte Genre der Produktionsmusik (oder auch Library Music) und wurden überwiegend veröffentlicht in den Labels Sonoton oder Selected Sounds.

## Weg zur bildenden Kunst
Bereits seit den frühen „Musikexpeditionen“ Ende der 1960er Jahre fühlte sich Klaus Netzle auch mit dem Medium Film vertraut. Spätestens seit Anfang der 1980er Jahre experimentierte er mit Fotografie und experimenteller Videokunst, nicht zuletzt nachdem Fairlight auch einen Video-Computer auf den Markt gebracht hatte. Die entstandenen Videos begleitete er mit meditativen Mustern seiner Musik. Stills aus diesen Videos zieren nicht nur viele seiner eigenen Alben, sondern wurden auch von seinen Musikerkollegen für Covers verwendet.
Im weiteren Verlauf beschäftigte er sich mit digitaler Bildbearbeitung. 1988 entstand sein Atelier in Menorca, wo er seitdem auch als bildender Künstler arbeitete. Zunächst produzierte er auf dem Fairlight das Album „Taula“ und einige seiner letzten „Affair“-Produktionen, die er dann in München in seinem Studio und mit Hilfe seines langjährigen Toningenieurs Rolf-Theo Schulte fertiggestellte. Anfang der 1990er Jahre wandte sich Klaus Netzle im grenz- und gattungsübergreifenden Impuls der Malerei zu und schuf im Spannungsfeld von Figurationen Abstraktion eine Reihe von expressiven Materialbildern. Gegenständliche Darstellungen und zeichenhafte Formen werden im pastosen Farbauftrag mit kunstfernen Materialien wie Asphalt, Sand oder Fugenkitt und Fundstücken des Alltags kombiniert. Das Ergebnis sind Bildobjekte von plastischer Qualität, die in ihrer konkreten Stofflichkeit – anknüpfend an die Art Brut und Arte Povera – den Bruch mit der illusionistischen Bildtradition vollziehen.
Netzle äußerte sich wie in der Musik auch in der bildenden Kunst in der Offenheit für den experimentellen Einsatz der neuen Medien (Fotografie, Video, digitale Techniken) sowie der Erweiterung des Bildobjekts zur malerischen Skulptur unter Einbezug der umgebenden Architektur und Landschaft. Seine Werke zeigte Klaus Netzle seit Mitte der 1990er Jahre in Einzelausstellungen in Deutschland, Spanien, Niederlande, Südafrika und der Schweiz. Er nahm auch an zahlreichen Gruppenausstellungen teil, z. B. in München im Haus der Kunst.
Netzle war Mitglied des Deutschen Komponistenverbands und des Berufsverbands Bildender Künstler München und Oberbayern e.V. (BBK).